# Buendía
Pour les articles homonymes, voir Buendia.
Buendía est une municipalité espagnole de la province de Cuenca, dans la région autonome de Castille-La Manche.